# インスピレーションクイズ
『インスピレーションクイズ』は、1967年5月6日から1969年9月27日までNET系列で放送されていたNETテレビ（現・テレビ朝日）製作のクイズ番組である。西武百貨店の単独提供。放送時間は毎週土曜 19:00 - 19:30（日本標準時）。
視聴者参加型のクイズ番組で、「一瞬頭にひらめくもの」「パッと心に思いつくもの」など、直観力・連想力が勝負の決め手になるクイズを出題。第1セクションから第10セクションまである問題や、「ノイズセクション」「ナンバーセクション」などの問題に、5人の解答者たちがレギュラー出演者のナンセンストリオが演じる寸劇やジェスチャーを見ながら30秒以内に解答した。スライディングボード（解答者席の前にあるベルトコンベア）には5秒ごとにランプで区切りが付けられ、第1ランプ（5秒以内）までの正解者には3点が、第2ランプ（10秒以内）では2点が与えられたが、それ以降は得点0となった。得点は、1点につき1,000円として計算されていた。
初代司会者は三田村元、2代目司会者はロイ・ジェームス。アシスタントはレモンレモンズが務めていた。
NETテレビの広報誌である『テレビ・メイト』1969年8月号には、この番組の放送100回を記念してのスチル写真が掲載されている。